# Grote koningsspreeuw
De Grote koningsspreeuw (Basilornis galeatus) is een vogelsoort uit de familie Sturnidae.

## Verspreiding en leefgebied
Deze soort komt voor op de Banggai-eilanden en de Soela-groep in Indonesië.